# Cúp Liên đoàn bóng đá Phần Lan 2015
 Cúp Liên đoàn bóng đá Phần Lan 2015 là mùa giải thứ 19 của Cúp Liên đoàn bóng đá Phần Lan, giải đấu cúp bóng đá danh giá thứ hai tại Phần Lan. SJK là đương kim vô địch, vừa đoạt cúp vô địch thứ hai mùa trước.
Giải đấu cúp chia thành hai giai đoạn. Đầu tiên là vòng bảng với việc 12 đội bóng Veikkausliiga chia thành 4 bảng. Hai đội cao nhất mỗi bảng vào vòng đấu loại trực tiếp – tứ kết, bán kết và chung kết.

## Bảng A
| VT | Đội  | ST | T | H | B | BT | BB | HS | Đ | Giành quyền tham dự     |
| -- | ---- | -- | - | - | - | -- | -- | -- | - | ----------------------- |
| 1  | HJK  | 4  | 1 | 3 | 0 | 6  | 4  | +2 | 6 | Vòng đấu loại trực tiếp |
| 2  | RoPS | 4  | 1 | 2 | 1 | 6  | 6  | 0  | 5 | Vòng đấu loại trực tiếp |
| 3  | KTP  | 4  | 0 | 3 | 1 | 4  | 6  | −2 | 3 |                         |

| 4 tháng 2 năm 2015 Vòng bảng | KTP | 0–0    | HJK | Kotka                                                            |  |
| 18:30 EET (UTC+02)           |     | Report |     | Sân vận động: Ruonalan urheiluhalli Trọng tài: Miikka Lähdesmäki |  |

| 13 tháng 2 năm 2015 Vòng bảng | RoPS | 0–2    | HJK                    | Oulu                                                   |  |
| 17:00 EET (UTC+02)            |      | Report | Lod 82' · Tanaka 90+2' | Sân vận động: Heinäpään halli Trọng tài: Dennis Antamo |  |

| 17 tháng 2 năm 2015 Vòng bảng | HJK                   | 2–2    | RoPS                     | Helsinki                                        |  |
| 16:00 EET (UTC+02)            | Baah 68' · Zeneli 89' | Report | Obilor 15' · Saksela 20' | Sân vận động: Talin halli Trọng tài: Mikko Mörö |  |

| 19 tháng 2 năm 2015 Vòng bảng | KTP                       | 2–2    | RoPS            | Kotka                                                         |  |
| 15:00 EET (UTC+02)            | Minkenen 35' (ph.đ.), 73' | Report | Ibiyomi 4', 17' | Sân vận động: Ruonalan urheiluhalli Trọng tài: Marko Grönholm |  |

| 22 tháng 2 năm 2015 Vòng bảng | HJK                     | 2–2    | KTP                                   | Helsinki                                                |  |
| 15:00 EET (UTC+02)            | Jallow 45' · Zeneli 73' | Report | Minkenen 33' (ph.đ.) · Kaivonurmi 75' | Sân vận động: Talin halli Trọng tài: Mattias Gestranius |  |

| 25 tháng 2 năm 2015 Vòng bảng | RoPS                    | 2–0    | KTP | Oulu                                                   |  |
| 18:00 EET (UTC+02)            | Ibiyomi 11' · Roiha 41' | Report |     | Sân vận động: Heinäpään halli Trọng tài: Dennis Antamo |  |

## Bảng B
| VT | Đội   | ST | T | H | B | BT | BB | HS | Đ  | Giành quyền tham dự     |
| -- | ----- | -- | - | - | - | -- | -- | -- | -- | ----------------------- |
| 1  | Ilves | 4  | 3 | 1 | 0 | 8  | 5  | +3 | 10 | Vòng đấu loại trực tiếp |
| 2  | Lahti | 4  | 1 | 1 | 2 | 4  | 5  | −1 | 4  | Vòng đấu loại trực tiếp |
| 3  | KuPS  | 4  | 0 | 2 | 2 | 6  | 8  | −2 | 2  |                         |

| 23 tháng 1 năm 2015 Vòng bảng | KuPS        | 1–2    | Ilves            | Kuopio                                                 |  |
| 18:00 EET (UTC+02)            | Trafford 9' | Report | Chidozie 4', 48' | Sân vận động: Kuopio-halli Trọng tài: Ville Nevalainen |  |

| 30 tháng 1 năm 2015 Vòng bảng | Lahti       | 1–1    | KuPS        | Lahti                                                 |  |
| 15:00 EET (UTC+02)            | Ristola 30' | Report | Nissilä 36' | Sân vận động: Mukkulan halli Trọng tài: Jari Järvinen |  |

| 3 tháng 2 năm 2015 Vòng bảng | Lahti | 0–1    | Ilves        | Lahti                                                 |  |
| 17:00 EET (UTC+02)           |       | Report | Petrescu 86' | Sân vận động: Mukkulan halli Trọng tài: Antti Munukka |  |

| 7 tháng 2 năm 2015 Vòng bảng | Ilves                   | 2–1    | Lahti       | Tampere                                            |  |
| 14:30 EET (UTC+02)           | Hjelm 9' · Chidozie 57' | Report | Ristola 33' | Sân vận động: Pirkkahalli A Trọng tài: Vesa Hätilä |  |

| 13 tháng 2 năm 2015 Vòng bảng | KuPS           | 1–2    | Lahti                   | Kuopio                                              |  |
| 17:00 EET (UTC+02)            | Poutiainen 52' | Report | Sesay 57' · Ristola 90' | Sân vận động: Kuopio-halli Trọng tài: Antti Munukka |  |

| 21 tháng 2 năm 2015 Vòng bảng | Ilves                                 | 3–3    | KuPS                                             | Tampere                                             |  |
| 13:30 EET (UTC+02)            | Hjelm 34' (ph.đ.), 77' · Petrescu 46' | Report | Pennanen 50' · Sirbiladze 69' · Omoijuanfo 90+1' | Sân vận động: Pirkkahalli A Trọng tài: Petteri Kari |  |

## Bảng C
| VT | Đội  | ST | T | H | B | BT | BB | HS | Đ | Giành quyền tham dự     |
| -- | ---- | -- | - | - | - | -- | -- | -- | - | ----------------------- |
| 1  | SJK  | 2  | 2 | 0 | 0 | 5  | 0  | +5 | 6 | Vòng đấu loại trực tiếp |
| 2  | VPS  | 2  | 1 | 0 | 1 | 1  | 1  | 0  | 3 | Vòng đấu loại trực tiếp |
| 3  | Jaro | 2  | 0 | 0 | 2 | 0  | 5  | −5 | 0 |                         |

| 7 tháng 2 năm 2015 Vòng bảng | Jaro | 0–1    | VPS          | Jakobstad                                                        |  |
| 15:15 EET (UTC+02)           |      | Report | Koskimaa 77' | Sân vận động: Jakobstads Centralplan Trọng tài: Toni Pohjoismäki |  |

| 11 tháng 2 năm 2015 Vòng bảng | SJK          | 1–0    | VPS | Seinäjoki                                               |  |
| 18:30 EET (UTC+02)            | Ngueukam 54' | Report |     | Sân vận động: Wallsport Areena Trọng tài: Tommi Grönman |  |

| 14 tháng 2 năm 2015 Vòng bảng | SJK                                                   | 4–0    | Jaro | Seinäjoki                                                |  |
| 14:15 EET (UTC+02)            | Pelvas 42' · Sarajärvi 48' · Gogoua 82' · Matrone 87' | Report |      | Sân vận động: Wallsport Areena Trọng tài: Jani Laaksonen |  |

| 18 tháng 2 năm 2015 Vòng bảng | VPS | 0–3    | SJK                          | Vaasa                                                           |  |
| 18:30 EET (UTC+02)            |     | Report | Vasara 28' · Pelvas 36', 56' | Sân vận động: Sân vận động Hietalahti Trọng tài: Petri Viljanen |  |

| 21 tháng 2 năm 2015 Vòng bảng | VPS                 | 2–1    | Jaro       | Vaasa                                                             |  |
| 14:30 EET (UTC+02)            | Seabrook 83', 90+1' | Report | Veteli 28' | Sân vận động: Sân vận động Hietalahti Trọng tài: Ville Nevalainen |  |

| 28 tháng 2 năm 2015 Vòng bảng | Jaro                               | 3–4    | SJK                              | Jakobstad                                                                              |  |
| 15:15 EET (UTC+02)            | S.Eremenko 16', 40' · J.Veteli 29' | Report | Atajić 8', 34' · Pelvas 51', 84' | Sân vận động: Jakobstads Centralplan Lượng khán giả: 450 Trọng tài: Mattias Gestranius |  |

## Bảng D
| VT | Đội         | ST | T | H | B | BT | BB | HS | Đ | Giành quyền tham dự     |
| -- | ----------- | -- | - | - | - | -- | -- | -- | - | ----------------------- |
| 1  | HIFK        | 4  | 2 | 1 | 1 | 12 | 5  | +7 | 7 | Vòng đấu loại trực tiếp |
| 2  | Inter Turku | 4  | 2 | 1 | 1 | 8  | 12 | −4 | 7 | Vòng đấu loại trực tiếp |
| 3  | IFK         | 4  | 0 | 2 | 2 | 6  | 9  | −3 | 2 |                         |

| 20 tháng 1 năm 2015 Vòng bảng | FC Inter                  | 3–2    | HIFK                     | Turku                                                  |  |
| 13:00 EET (UTC+02)            | Ojala 3' · Hambo 47', 85' | Report | Halme 10' · Sinisalo 51' | Sân vận động: Javenture-Areena Trọng tài: Petteri Kari |  |

| 24 tháng 1 năm 2015 Vòng bảng | HIFK         | 1–1    | IFK        | Helsinki                                                     |  |
| 14:30 EET (UTC+02)            | Peltonen 75' | Report | Orgill 79' | Sân vận động: Talin jalkapallohalli Trọng tài: Dennis Antamo |  |

| 29 tháng 1 năm 2015 Vòng bảng | IFK        | 1–2    | Inter Turku           | Eckerö                                                |  |
| 19:00 EET (UTC+02)            | Orgill 59' | Report | Ojala 22' · Hambo 85' | Sân vận động: Eckerö Hallen Trọng tài: Petri Viljanen |  |

| 2 tháng 2 năm 2015 Vòng bảng | IFK        | 1–3    | HIFK                                    | Eckerö                                                |  |
| 19:00 EET (UTC+02)           | Orgill 47' | Report | Bäckman 32' · Mustonen 47' · Vesala 58' | Sân vận động: Eckerö Hallen Trọng tài: Marko Grönholm |  |

| 7 tháng 2 năm 2015 Vòng bảng | HIFK                                                                                 | 6–0    | Inter Turku | Helsinki                                                     |  |
| 17:30 EET (UTC+02)           | Salmikivi 33' · Rahimi 45+1' · Ahonen 51' · Lassas 54' · Korhonen 63' · Anyamele 74' | Report |             | Sân vận động: Talin jalkapallohalli Trọng tài: Tero Nieminen |  |

| 13 tháng 2 năm 2015 Vòng bảng | Inter Turku                          | 3–3    | IFK                             | Turku                                                    |  |
| 14:00 EET (UTC+02)            | Ojala 13' · Lehtonen 30' · Hambo 54' | Report | Sid 12' · Span 22' · Orgill 69' | Sân vận động: Javenture-Areena Trọng tài: Petri Viljanen |  |

## Vòng đấu loại trực tiếp

### Tứ kết
| 6 tháng 3 năm 2015 Quarterfinal 1 | HJK                       | 2–0    | FC Lahti | Helsinki                                                             |  |
| 16:00 EET (UTC+2)                 | Zeneli 38' · Havenaar 85' | Report |          | Sân vận động: Tali Halli Lượng khán giả: 702 Trọng tài: Petteri Kari |  |

| 7 tháng 3 năm 2015 Quarterfinal 2 | HIFK             | 2–1    | VPS            | Helsinki                                                              |  |
| 13:30 EET (UTC+2)                 | Korhonen 1', 57' | Report | Lähdesmäki 85' | Sân vận động: Tali Halli Lượng khán giả: 565 Trọng tài: Jari Järvinen |  |

| 7 tháng 3 năm 2015 Quarterfinal 3            | SJK                       | 2–2 (3–4 p)                                          | RoPS                        | Seinäjoki                                                                            |  |
| 16:00 EET (UTC+2)                            | Pelvas 45+3' · Vasara 85' | Report                                               | Posinković 9' · Saksela 46' | Sân vận động: Seinäjoen keskuskenttä Lượng khán giả: 497 Trọng tài: Ville Nevalainen |  |
|                                              |                           | Loạt sút luân lưu                                    |                             |                                                                                      |  |
| Brown · Pelvas · Atajić · Laaksonen · Gogoua |                           | Okkonen · Mäkitalo · Yaghoubi · Posinković · Pirinen |                             |                                                                                      |  |

| 8 tháng 3 năm 2015 Quarterfinal 4                                                                   | Ilves       | 1–1 (9–8 p)                                                                                 | Inter Turku | Helsinki                                                              |  |
| 19:15 EET (UTC+2)                                                                                   | Emenike 54' | Report                                                                                      | Hambo 18'   | Sân vận động: Tali Halli Lượng khán giả: 800 Trọng tài: Antti Munukka |  |
| |             | Loạt sút luân lưu                                                                           |             |                                                                       |  |
| Hynynen · Kujala · Zolameso · Mbachu · Hilander · Lahtinen · Malundama · Aho · Miettunen · Ojanperä |             | Ojala · Kanakoudis · Hambo · Lehtonen · Kairinen · Duah · Belica · Onovo · Matoukou · Diogo |             |                                                                       |  |

### Bán kết
| 14 tháng 3 năm 2015 Semifinal 1 | HJK                        | 2–0    | HIFK | Helsinki                                                              |  |
| 14:00 EET (UTC+2)               | Järvenpää 60' · Jama 90+4' | Report |      | Sân vận động: Tali Halli Lượng khán giả: 542 Trọng tài: Tommi Grönman |  |

| 14 tháng 3 năm 2015 Semifinal 2 | Ilves        | 1–2    | RoPS                         | Tampere                                                                       |  |
| 14:30 EET (UTC+2)               | Chidozie 66' | Report | Posinković 16' · Saksela 48' | Sân vận động: Sân vận động Tammela Lượng khán giả: 800 Trọng tài: Vesa Hätilä |  |

### Chung kết
| 4 tháng 4 năm 2015 Final | RoPS | 0 – 2  | HJK                   | Rovaniemi                                                               |  |
| 15:00 EEST (UTC+3)       |      | Report | Lod 9' · Havenaar 57' | Sân vận động: Keskuskenttä Lượng khán giả: 907 Trọng tài: Jari Järvinen |  |

## Cầu thủ ghi bàn
6 bàn:
| - Akseli Pelvas - SJK |

5 bàn:
| - Vahid Hambo - Inter Turku |

4 bàn:
| - Dever Orgill - IFK Mariehamn | - Henry Chidozie - Ilves |  |

3 bàn:
| - Joni Korhonen - HIFK - Erfan Zeneli - HJK - Jonne Hjelm - Ilves | - Mika Ojala - Inter Turku - Valeri Minkenen - KTP - Aleksi Ristola - Lahti | - Adeniyi Michael Ibiyomi - RoPS - Janne Saksela - RoPS |

2 bàn:
| - Mike Havenaar - HJK - Robin Lod - HJK - Tomi Petrescu - Ilves | - Sergei Eremenko - Jaro - Joona Veteli - Jaro - Bahrudin Atajić - SJK | - Jussi Vasara - SJK - Jordan Seabrook - VPS |

1 bàn:
| - Jesse Ahonen - HIFK - Nnaemeka Anyamele - HIFK - Jani Bäckman - HIFK - Jukka Halme - HIFK - Fredrik Lassas - HIFK - Tuomas Mustonen - HIFK - Eero Peltonen - HIFK - Youness Rahimi - HIFK - Ville Salmikivi - HIFK - Jukka Sinisalo - HIFK - Tommi Vesala - HIFK - Gideon Baah - HJK - Ousman Jallow - HJK | - Omar Jama - HJK - Lassi Järvenpää - HJK - Atomu Tanaka - HJK - Brian Span - IFK - Mbachu Uchenna Emenike - Ilves - Henri Lehtonen - Inter Turku - Faith Friday Obilor - Inter Turku - Robin Sid - Inter Turku - Samuli Kaivonurmi - KTP - Urho Nissilä - KuPS - Ohi Omoijuanfo - KuPS - Petteri Pennanen - KuPS - Patrick Poutiainen - KuPS | - Irakli Sirbiladze - KuPS - Charlie Trafford - KuPS - Hassan Mila Sesay - Lahti - Antti Okkonen - RoPS - Vilim Posinković - RoPS - Simo Roiha - RoPS - Ariel Ngueukam - SJK - Jesse Sarajärvi - SJK - Cèdric Gogoua - SJK - Marco Matrone - SJK - Ville Koskimaa - VPS - Tuomas Lähdesmäki - VPS |